# Maison des chanoines de Bourbon-l’Archambault
La maison des chanoines est située à Bourbon-l'Archambault (France).

## Localisation
La maison est située sur la commune de Bourbon-l'Archambault, rue de la Sainte-Chapelle, dans le département de l'Allier, en région Auvergne-Rhône-Alpes.

## Description
Ancienne dépendance du château des ducs de Bourbon, connue sous l'appellation maison du Chanoine. L'édifice comprend une cave en sous-sol ; une grande cuisine formant salle commune en rez-de-chaussée ; deux chambres et une petite cuisine annexe au premier étage ; un vaste grenier avec charpente à chevrons et fermes. A l'extérieur, une tourelle d'escalier s'adosse au corps de logis. Un appentis a été ajouté postérieurement au pignon sud.

## Historique
La maison est inscrite au titre des monuments historiques par arrêté du 9 décembre 1929.

## Galerie

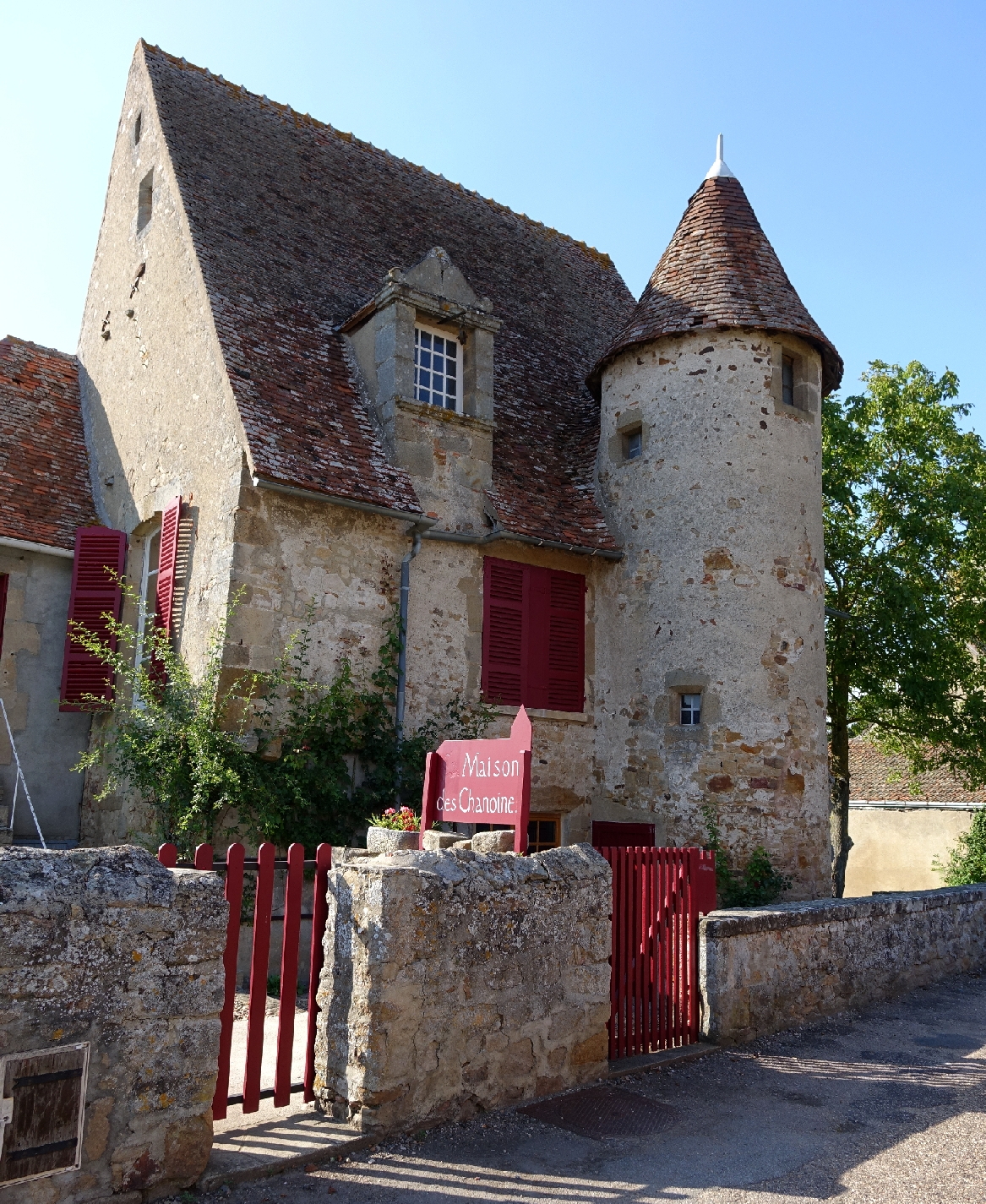
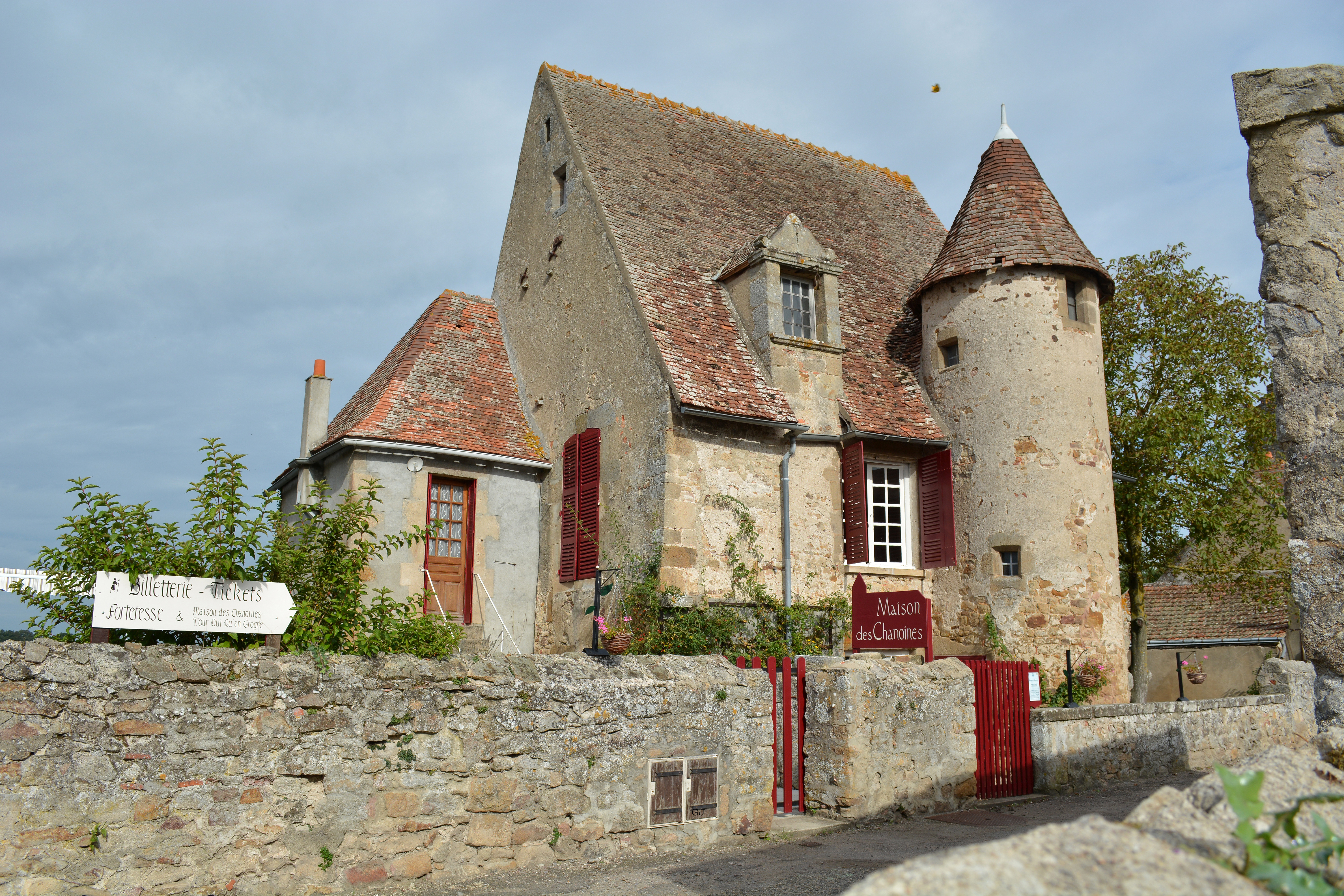